# Station Kłodzko Główne
Station Kłodzko Główne is een spoorwegstation in de Poolse plaats Kłodzko.